# Great Western Fifty
Great Western Fifty, auch Great Western Model 22 genannt, ist ein Personenkraftwagen der damaligen US-amerikanischen Oberklasse. Hersteller war die Great Western Automobile Company.

## Beschreibung
Das Unternehmen fertigte 1910 erstmals Automobile. Der Fifty war das größte, stärkste und teuerste von drei angebotenen Modellen.
Er hat einen Vierzylindermotor. 5 Zoll (127 mm) Bohrung und 5,5 Zoll (139,7 mm) Hub ergeben 7078 cm³ Hubraum. Die Motorleistung ist mit 50 PS angegeben.
Das Fahrgestell hat 122 Zoll (3099 mm) Radstand. Der einzige Aufbau war ein Tourenwagen mit sieben Sitzen. Der Neupreis betrug 4000 US-Dollar.